# Karen O'Hara
Karen O'Hara é uma decoradora de arte estadunidense. Venceu o Oscar de melhor direção de arte na edição de 2011 por Alice in Wonderland, ao lado de Robert Stromberg.